# Campylospermum auriculatum
Campylospermum auriculatum är en tvåhjärtbladig växtart som beskrevs av Biss.. Campylospermum auriculatum ingår i släktet Campylospermum och familjen Ochnaceae. Inga underarter finns listade i Catalogue of Life.